# Новицька Світлана Валентинівна
Новицька Світлана Валентинівна (нар. 7 листопада 1966, Кам'янець-Подільський, Хмельницька область, УРСР) — українська письменниця, драматург, член Національної спілки театральних діячів України.

## Життєпис
З 1983 по 1985 навчалася у Чернівецькому культурно-освітньому училищі.
З 1986 по 1987 — у Рівненському державному інституті культури.
Працювала у Хотинському РБК, під час навчання в інституті  — у Рівненському Молодіжному театрі-студії, а після закінчення інституту у 1991 році прийшла на роботу у Чернівецький музично-драматичний театр ім. О. Кобилянської.
З 2003 р. — керівник літературно-драматичної частини. 
У 2006 р. створила власну АРТ-групу, до складу якої увійшли професійні драматичні актори.

## Творчість
Написала понад 20 драматичних творів та інсценізацій. Серед них найвідоміші:
- п'єса «Я утопилася в тобі…» (1998);
- казка «Котилася торба» (1999);
- драматичний етюд «Крейзі» (2000).

Поставила більше 10 вистав у провідних театрах України, серед них:
- різдвяна містерія «Вертеп» (2000);
- вистава «Про хитрого пана та моторного Івана» (1999);
- «Школа добрих чарівниць» (2001);
- «Я бачив дивний сон» (2002).

Вийшли друком дві збірки п'єс:
- «Відкривається завіса» (Чернівці, «Місто»,1999);
- «Відгомін віків» (Чернівці, «Прут»,2005).

## Інтернет-джерела
- Центр Леся Курбаса